# 麥科米克 (伊利諾伊州)
麥科米克（英語：McCormick）是位於美國伊利諾伊州波普縣的一個非建制地區。該地的面積和人口皆未知。

## 地理
麥科米克的座標為37°33′32″N 88°40′14″W / 37.55889°N 88.67056°W，而該地的平均海拔高度為221米（即725英尺）。